# فيكتور غروين
فيكتور غروين (بالألمانية: Victor Gruen)‏ هو كاتب ومهندس معماري نمساوي، ولد في 18 يوليو 1903 في فيينا في النمسا، وتوفي بنفس المكان في 14 فبراير 1980.

## وصلات خارجية
- فيكتور غروين على موقع الموسوعة البريطانية (الإنجليزية)
- فيكتور غروين على موقع إن إن دي بي (الإنجليزية)